# Karacadag

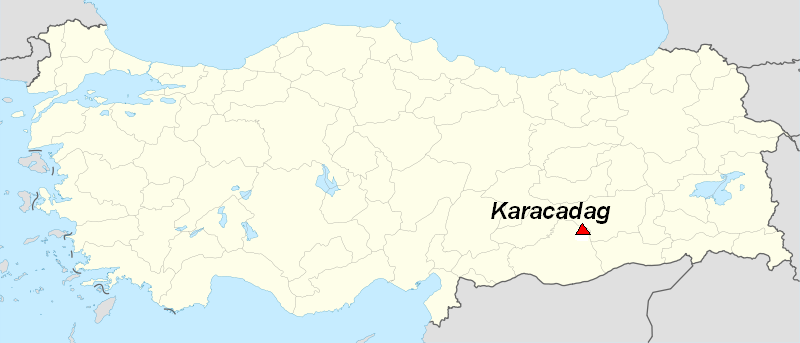
Vulkanens Karaca Dağ läge i Turkiet.

Karaca (turkiska: Karaca Dağ) är en sköldvulkan på 1.957 m ö.h. mellan provinserna Şanlıurfa och Diyarbakir i östra Turkiet.
Vulkanen ligger 30 km från den neolitiska fyndplatsen Göbekli Tepe, där en större ceremoniell kultplats uppfördes omkring 10 000 f.Kr. - troligen möjliggjord genom försörjning av säd från Karaca Dağ.
Än i dag växer här fortfarande en vild växtart av enkornsvete, som genetiskt kan säga vara upphov till 68 kända, domesticerade sädesslag vilka förekommer inom dagens lantbruk.